# Афромексиканцы
Афромексиканцы (исп. afromexicanos) — жители Мексики африканского происхождения.

## История

### Колониальный период
Первые африканцы были завезены в Мексику вскоре после появления конкистадоров, в основном путём работорговли. Некоторые священники, в том числе Бартоломе де лас Касас, способствовали ввозу черных рабов, чтобы снизить жестокое обращение с индейцами, но, когда Лас Касас увидел жестокое обращение с африканскими рабами, он отказался от поддержки работорговли. Большинство рабов прибыли из Ганы, Кот-д’Ивуара, Сенегала, Гамбии, Нигерии, Конго и Анголы.
В отличие от смешения коренных американцев и белых, которое поощрялось духовенством и испанской короной, африканцы были отделены от остального населения в максимально возможной степени, и в течение колониального периода смешение было относительно небольшим. Потомки негров и индейцев назывались самбо, а потомки метисов и африканцев — афрометисами. Опасаясь восстаний, колониальные власти применяли демографическую политику, не допускающую проживания слишком большого количества чернокожих в одном районе. Тем не менее, часто происходили восстания, из которых восстание Гаспара Янга около 1600 г. было одним из самых известных и наиболее успешных. Беглых рабов называли маронами, а их поселения — паленке. Иногда коренные американцы и чернокожие поднимали восстания вместе, но в целом, отчасти из-за жесткого разделения, наложенного колониальными властями, чернокожие и коренные американцы не ладили между собой.

### Независимость
С XVIII века работорговля, а вместе с ней и процент афромексиканцев в населении Мексики, стали сокращаться. Импорт рабов в Мексику никогда не был выше, чем, скажем, в Карибском бассейне, Соединенных Штатах или Бразилии, а к моменту начала войны за независимость в 1810 году рабами оставалось не более 0,3 % населения. Надеясь на расовое равенство, многие афро-мексиканцы присоединились к мексиканской войне за независимость, поскольку лидеры восстания провозглашали расовое равенство и отмену рабства. Некоторые из выдающихся борцов за независимость были частично африканского происхождения, в том числе Хосе Мария Морелос и Висенте Герреро.
Рабство было официально отменено после провозглашения республики Конституцией Мексики 1824 года. Последние рабы были освобождены в 1829 году по приказу Герреро, который стал первым частично чернокожим по происхождению президентом страны. Поскольку рабство в Мексике было запрещено, страна стала привлекательным убежищем для рабов из Соединенных Штатов; многие афро-семинолы также бежали в Мексику. Запрещение рабства было одной из основных причин начала Техасской войны за независимость, а затем американо-мексиканской войны.
Афрометис Хуан Альварес был вторым чернокожим президентом Мексики с 1855 по 1856 год .

### Дискриминация
Хотя с 1821 года не проводилось различий по расе или происхождению, на практике афро-мексиканцы часто становились жертвами расизма и дискриминации, которые до сих пор полностью не искоренены. Тем не менее, важным отличием от дискриминации черных в Соединенных Штатах является то, что разделительные линии между чернокожими и другими группами населения в Мексике гораздо более размыты (например, мексиканская перепись, в отличие от США, не отслеживает этническую принадлежность), а смешение было гораздо более распространённым, что также затрудняет различение афромексиканцев. Таким образом, вместо явной сегрегации чёрных и белых, как до недавнего времени в США, существует «постепенная дискриминация»; чем темнее человек, тем больше вероятность, что он станет жертвой дискриминации. Такое предвзятое отношение относится не только к афромексиканцам; тёмные индейцы также чаще становятся жертвами дискриминации, чем более светлые индейцы. Хотя в некоторых частях страны афромексиканцев больше, чем в других, они никогда не живут отдельно от остального населения; в частности, «чёрные кварталы» отсутствуют как таковые. На государственном уровне с момента обретения независимости сегрегация также никогда не поддерживалась.
На деле, бесправие афро-мексиканцев состоит в основном в отрицании африканского влияния, как этнического, так и культурного. Многие мексиканцы думают, что в Мексике просто нет африканцев, и поэтому предполагают, что афро-мексиканцы на самом деле являются недавними иммигрантами из Центральной Америки, где процент населения африканского происхождения намного выше. Известно несколько случаев, когда полиция арестовывала афромексиканцев и заставляла их петь гимн Мексики, чтобы доказать, что они не являются нелегальными иммигрантами. Афромексиканцы и сами часто отрицают свое происхождение и предпочитают называть себя метисами.
В последние годы интерес к афромексиканцам возрос. Например, антрополог Гонсало Агирре Бельтран называет африканскую культуру «третьим корнем» Мексики, наряду с европейцами (креолами) и коренными американцами.

## Демография
Поскольку официальная статистика по расовому составу в Мексике не ведётся, точные цифры численности афро-мексиканцев не известны. Большинство оценок предполагают около миллиона или одного процента населения Мексики. По словам американского исследователя Чарльза Генри Роуэлла, сам по себе термин боеле не является корректным из-за массового смешения населения; даже те афромексиканцы, которые имеют чёрную кожу, с большой вероятностью имеют примесь креольской или индейской крови.
Большинство афромексиканцев живут на юге Мексики, в основном в штатах Герреро, Оахака, Веракрус, Табаско и Кинтана-Роо. Многие афро-карибские иммигранты также живут в последнем штате. На побережье Коста-Чика, на тихоокеанском побережье между Акапулько и Уатулко в Герреро и Оахаке, проживает значительная община афрометисов.

## Известные афромексиканцы
- Лилиана Аллен, легкоатлет
- Хуан Н. Альварес (частично), политик и военный
- Рубен Амаро, старший, бейсболист
- Мелвин Браун, футболист
- Элизабет Катлетт, скульптор
- Хосе Дамаскено, футболист
- Жан Дюверже, актёр
- Висенте Герреро (частично), политик и борец за независимость
- Хоакин Хендрикс Диас, политик
- Эдоардо Изелла, футболист
- Джонни Лабориэль, певец
- Калимба Маричал, певец
- М’Балия Маричал, певица
- Хосе Мария Морелос (частично), борец за независимость
- Рене Муньос, сценарист
- Хосе Наполес, боксер
- Эль Негрито Поэта, поэт
- Хорхе Орта, бейсболист
- Пио Пико (частично), политик
- Висенте Рива Паласио (частично), политик, историк, юрист, солдат и писатель
- Хуан де ла Роса, боксер
- Джованни дос Сантос, футболист
- Жонатан дос Сантос, футболист
- Мария дель Соль, певица
- Тона Ла Негра, певица
- Гаспар Янга, предводитель восстания
- Заморита, актёр

### Персонажи
- Мемин Пингин, мультипликационный персонаж